# Bartol Zmajić
Bartol Zmajić (Sušak, 19. prosinca 1907. – Zagreb, 16. travnja 1984.), hrvatski arhivist i stručnjak s područja pomoćnih povijesnih znanosti, osobito grboslovlja, numizmatike, sfragistike i genealogije. 
Rođen je 19. prosinca 1907. godine u Sušaku (Rijeka). Maturirao je 1926. na Državnoj realnoj gimnaziji u rodnom mjestu. Studij na Pravnom fakultetu u Zagrebu započeo je 1931., a završio 1934. godine. Od 1937. punih 40 godina radi u Državnom arhivu (danas Hrvatski državni arhiv) u Zagrebu. Godine 1943. položio je stručni arhivistički ispit, od 1947. je arhivist, a od 1962. viši arhivist. Odbornik u rukovodstvu Hrvatskog numizmatičkog društva u Zagrebu postao je 1949. godine. Već 1955. bio je član redakcije časopisa Numizmatičke vijesti, a od 1969. do 1972. i njegov glavni i odgovorni urednik. Godine 1978. odlikovan je Ordenom rada sa zlatnim vijencem, a povodom njegove 75 obljetnice života (1982.) izdana je i prigodna medalja s njegovim likom i plemićkim grbom (medalja je djelo autora Damira Mataušića). Iste godine mu je posvećena i posebna televizijska emisija.
U znanstvenom radu bavio se arhivistikom, ali je njegovo najplodnije stvaralaštvo u području pomoćnih povijesnih znanost sfragistike i heraldike. Iz tih disciplina objavio je niz zapaženih radova. Sudjelovao je s prilozima iz te tematike u većini izdanja enciklopedija Jugoslavenskog leksikografskog zavoda. Svoja znanja iz heraldike sintetizirao je u djelu udžbeničkog karaktera - Heraldika, koje je izašlo u Zagrebu 1971. godine.
Preminuo je 1984. godine u Zagrebu, a pokopan je u Bakru.

## Izbor iz bibliografije
- Grbovi zagrebačkih biskupa i nadbiskupa, Kulturno Poviestni Zbornik Zagrebačke Biskupije 1094-1944, Zagreb, 1945, 471-492.
- Razvitak heraldike u banskoj Hrvatskoj, Vjesnik državnog arhiva XI, Zagreb, 1945, 43-58.
- Grb – Hrvatska, Enciklopedija Jugoslavije, tom 3, Leksikografski zavod FNRJ, Zagreb, 1958, 586.
- Podjela plemstva i grbova žumberačkim obiteljima, Žumberački kalendar za 1965, Zagreb, 1965.
- Legalizacija grbova nekih naših obitelji na temelju Ohmučevićevog grbovnika, Glasnik arhiva i društva arhivskih radnika Bosne i Hercegovine, god. VII, sv. VII, 1967, 41-53.
- Grbovi Krčkih knezova, kasnije Frankopana, Krčki zbornik, Krk, 1970.
- Heraldika, sfragistika, genealogija, Školska knjiga, Zagreb, 1971.
- Grbovi na novcima zemalja Jugoslavije tokom vijekova, Bilten hrvatskog numizmatičkog društva, 25, Zagreb, 1973.
- Pečat sa grbom kneza Ivana II. Nelipića, Arhivski vjesnik, god. XIX-XX, sv. 19-20, Zagreb, 1976-1977, 237-239+I tabla.
- Heraldika, Likovna enciklopedija Jugoslavije, tom 1 (A-J), JLZ Miroslav Krleža, Zagreb, 1984, 522-524.
- Grb, Enciklopedija Jugoslavije, tom 4, JLZ Miroslav Krleža, 2. izdanje, Zagreb, 1986, 555.
- Heraldika, sfragistika, genealogija, veksikologija. Rječnik heraldičkog nazivlja, Golden marketing, Zagreb, 1996. (2. izdanje)